# Daiki Sato
Daiki Sato (佐藤 大基 Sato Daiki?), född 7 september 1988 i Chiba prefektur, död 19 juli 2010, var en japansk fotbollsspelare.
Sato började sin karriär 2007 i Thespa Kusatsu. 2007 blev han utlånad till Ohara JaSRA. Han avslutade karriären 2009.